# Coleophora numeniella
Coleophora numeniella é uma espécie de mariposa do gênero Coleophora pertencente à família Coleophoridae.